# بنتو

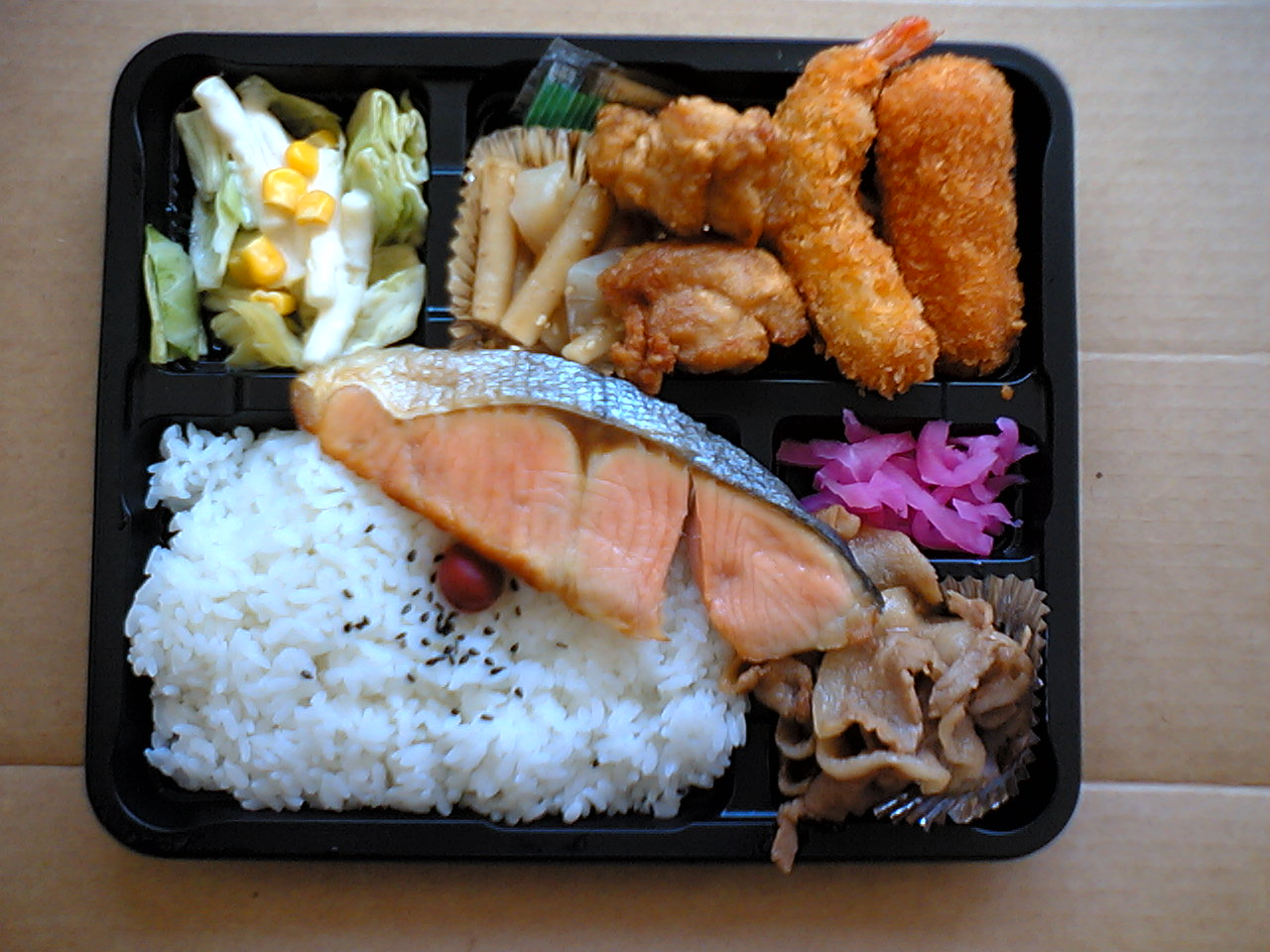
بنتو. در گوشهٔ جلو سمت چپ گوهان، در سمت راست گوشت و بنی‌شوگا همچنین در سمت چپ عقب تصویر تسوکه‌مونو و سمت راست عقب تصویر میگو و دیگر موادغذایی سرخ شده دیده می‌شود.

بنتو (به ژاپنی: 弁当 べんとう Bento) به خوراک قابل حمل در آشپزی ژاپنی گفته می‌شود. بنتوها به دو گروه بزرگ تهیه شده در منزل و گروه عرضه شده در بازار تقسیم می‌شوند. در کشور ژاپن تاریخ تهیهٔ بنتو به دوران باستان بازمی‌گردد. می‌توان ادعا کرد که از نظر گستردگی و تنوع، غذاهای قابل حمل ژاپنی در مقایسه با کشورهای دیگر بی‌نظیر هستند. یکی از مهم‌ترین ویژگی‌های بنتوی ژاپنی بکاربردن غذاهایی است که صرف آن‌ها به صورت سرد نیز مطبوع و خوشمزه باشد. بنتوی سنتی ژاپن معمولاً از گوهان (برنج پختهٔ ژاپنی)، انواع ماهی، گوشت (جانوران غیر دریایی)، و اوکازو (انواع غذاهایی که با برنج مصرف می‌شوند.) و همچنین ترشی‌جاتی مثل اومه‌بوشی و تسوکه‌مونو (ترشی) تشکیل می‌شود. همچنین اونیگیری و ایناری‌زوشی (یک نوع سوشی) نیز به عنوان بنتو بکار رفته و در بین مردم بسیار محبوب هستند. 